# Light in extension
Light in extension is het debuutalbum van de Britse muziekgroep Legend. De muziekstijl werd destijds omschreven als pagan rock, een mengeling van progressieve rock, gothic rock en metal. Het album is opgenomen in de Pagan Studio te Runcorn, thuisbasis van de band.
De band vond achteraf dat het geluid van het album niet optimaal was. Er werd gedacht aan remasteren of het album opnieuw opnemen, maar het kwam er niet van.

## Musici
- Debbie Chapman – zang, tamboerijn
- Steve Paine – toetsinstrumenten
- Paul Thomson – gitaar
- Ian Lees – basgitaar
- Chris Haskayne – slagwerk, zang op Windsong

## Muziek
| Nr. | Titel              | Duur |
| --- | ------------------ | ---- |
| 1.  | Light in extension | 5:43 |
| 2.  | Hold the flame     | 3:18 |
| 3.  | Nightshade         | 3:22 |
| 4.  | Windsong           | 8:30 |
| 5.  | Pipes of Pan       | 4:20 |
| 6.  | The chase          | 4:06 |
| 7.  | Lament             | 7:08 |
| 8.  | Evidence of autumn | 6:26 |

De Japanse versie had in Storm warning een bonustrack. Het album ging daar minstens 10.000 keer over de toonbank.